# Frederik Christian Hillerup
Frederik Christian Hillerup (født 12. maj 1793 på Wedellsborg på Fyn, død 5. maj 1861) var en dansk forfatter.
Faren var justitsråd, proprietær Søren Hillerup (død 1829); moren hed Ingeborg Margrethe født Hillerup.
Hillerup kom 1807 i Odense Latinskole, dimitteredes 1811 og studerede efter at have taget 2. eksamen i nogle år jura, men opgav dette studium for udelukkende at beskæftige sig med kunst og poesi. Efter at han en tid lang havde malet under C.W. Eckersberg, rådede denne ham til at rejse til Italien, og støttet af sin velhavende far kom Hillerup 1820 til Rom, hvor han blev til 1826.
I løbet af disse år havde forholdene imidlertid aldeles forandret sig for ham: han havde efterhånden indset, at hans kunstneriske evner ikke svarede til hans varme interesse for kunst, og understøttelserne fra hjemmet, der var blevet sparsommere og sparsommere, hørte til sidst aldeles op, da farens formue var gået tabt. Kun ved gode venners hjælp sattes han i stand til at rejse hjem, og resten af sit liv levede han i København, hvor han døde ugift 5. Maj 1861.
Hillerups originale æstetiske produktion har ikke stor betydning. 1829 udgav han Italica eller Mindeblomster fra mit Ophold i Italien, derefter fulgte en del noveller og digtninger og 1842 Digte; vaudevillen Spøgeriet paa Herregaarden (1850) har, navnlig i provinserne og ved dilettantforestillinger, oplevet et ikke ringe antal opførelser. Større fortjeneste har Hillerup som oversætter og kunstkritiker. Særlig fra italiensk har han oversat en del (således blandt andet til Heibergs Den flyvende Post), og som han i et par år (1836-38) redigerede Dansk Kunstblad, således var det også ham, der udgav Thorvaldsen og hans Værker med den efter Thiele forkortede tekst (fire dele, 1842 og følgende).